# Travisiopsis capensis
Travisiopsis capensis är en ringmaskart som beskrevs av McIntosh 1924. Travisiopsis capensis ingår i släktet Travisiopsis och familjen Typhloscolecidae. Inga underarter finns listade i Catalogue of Life.